# Quipolly
Quipolly är en ort i Australien. Den ligger i kommunen Liverpool Plains och delstaten New South Wales, i den sydöstra delen av landet, omkring 280 kilometer norr om delstatshuvudstaden Sydney. Antalet invånare är 326.
Trakten runt Quipolly är nära nog obefolkad, med mindre än två invånare per kvadratkilometer.. Närmaste större samhälle är Quirindi, nära Quipolly. 
I omgivningarna runt Quipolly växer huvudsakligen savannskog. Genomsnittlig årsnederbörd är 898 millimeter. Den regnigaste månaden är februari, med i genomsnitt 160 mm nederbörd, och den torraste är oktober, med 18 mm nederbörd.